# Casale di Pacciano

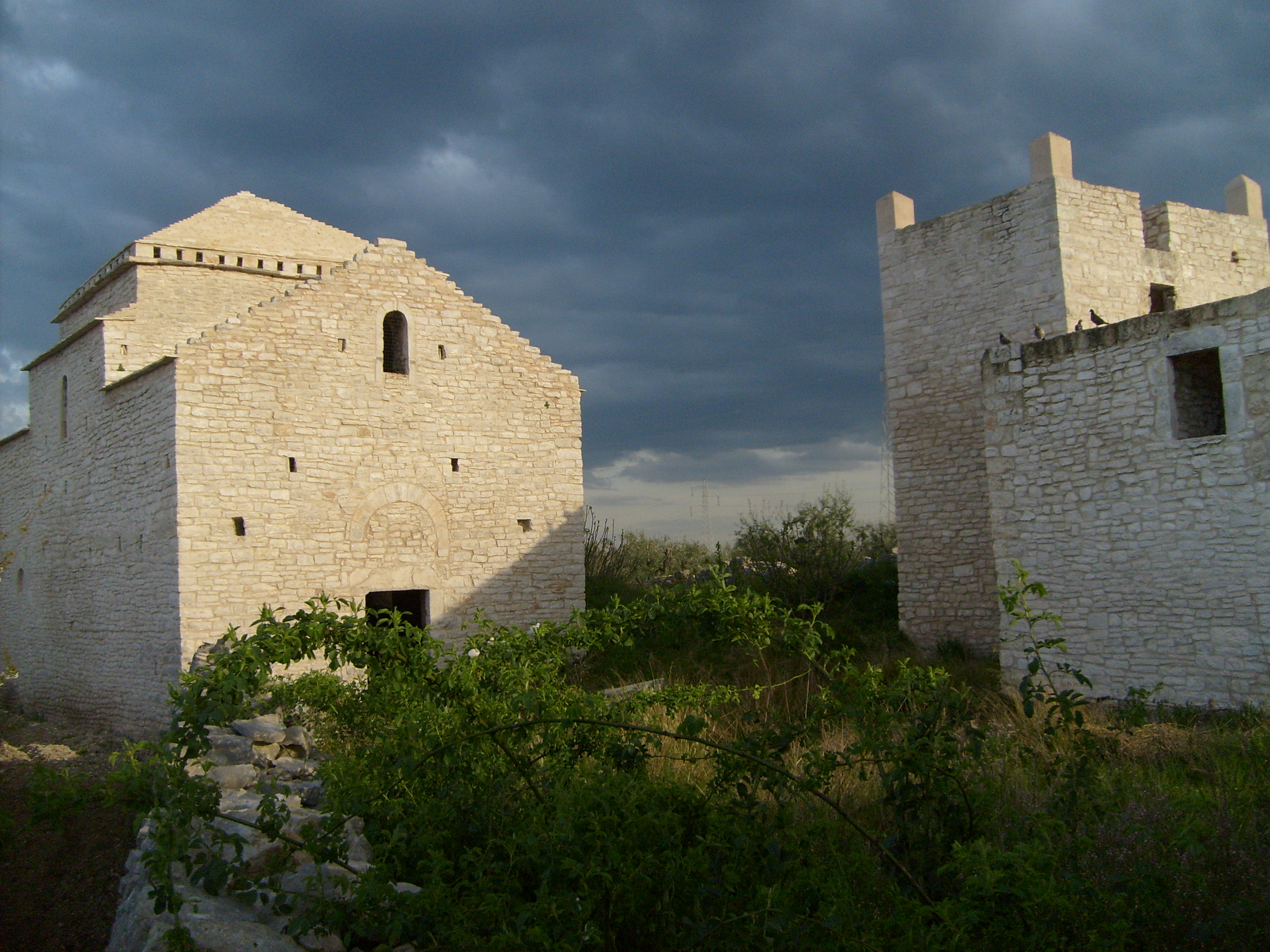
Interno del Casale

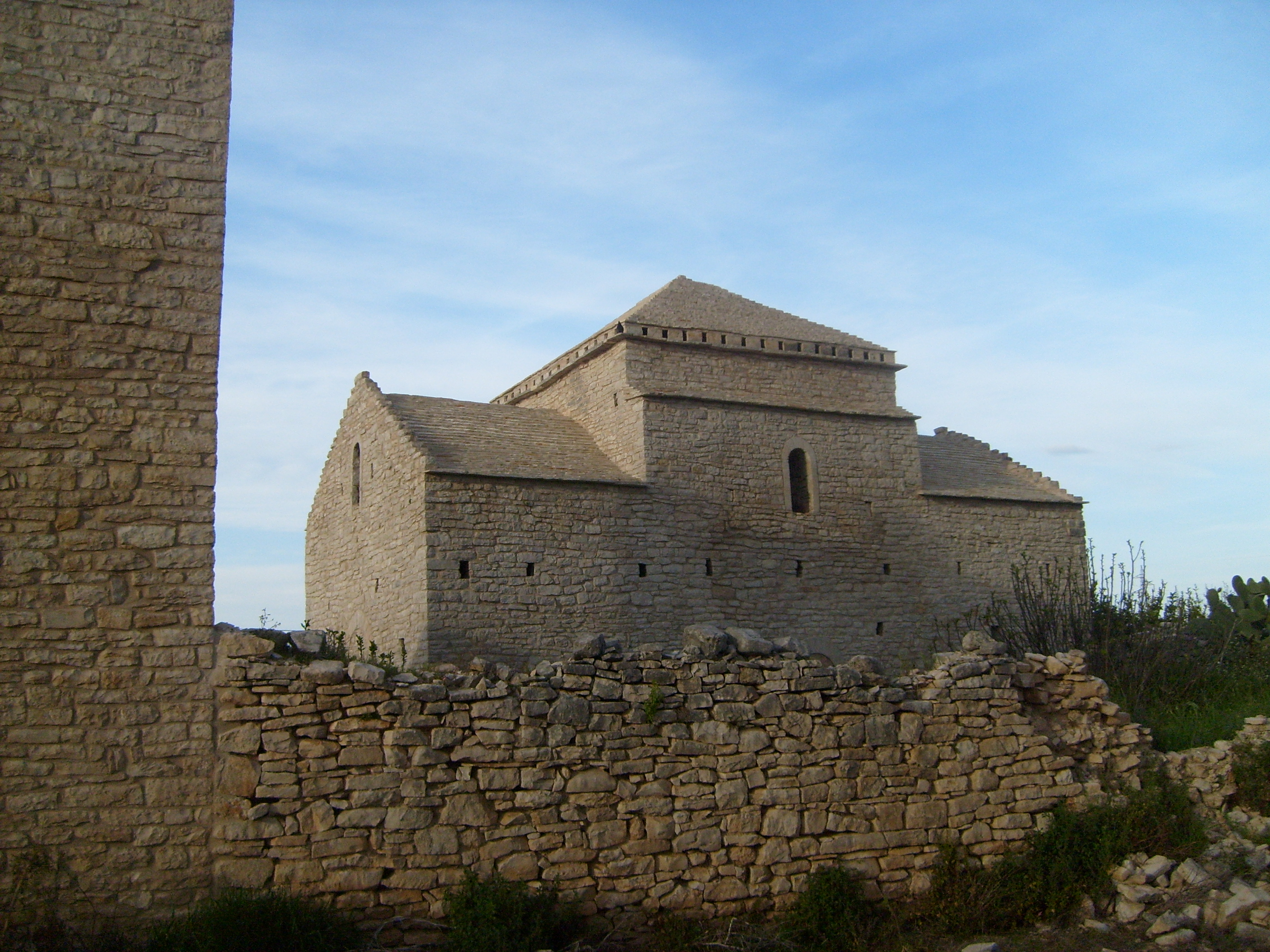
Chiesa di Ognissanti

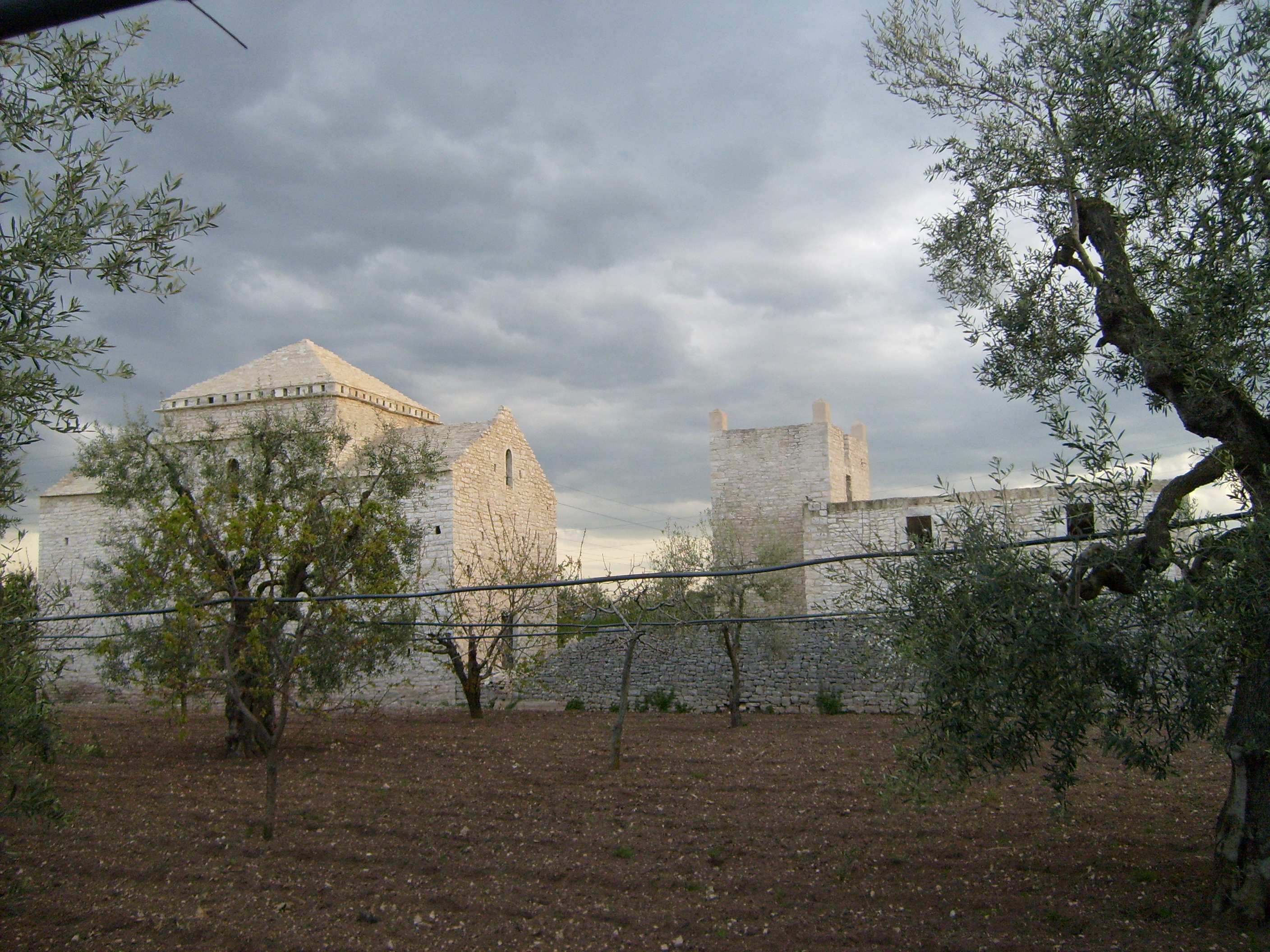
Il Casale tra gli ulivi

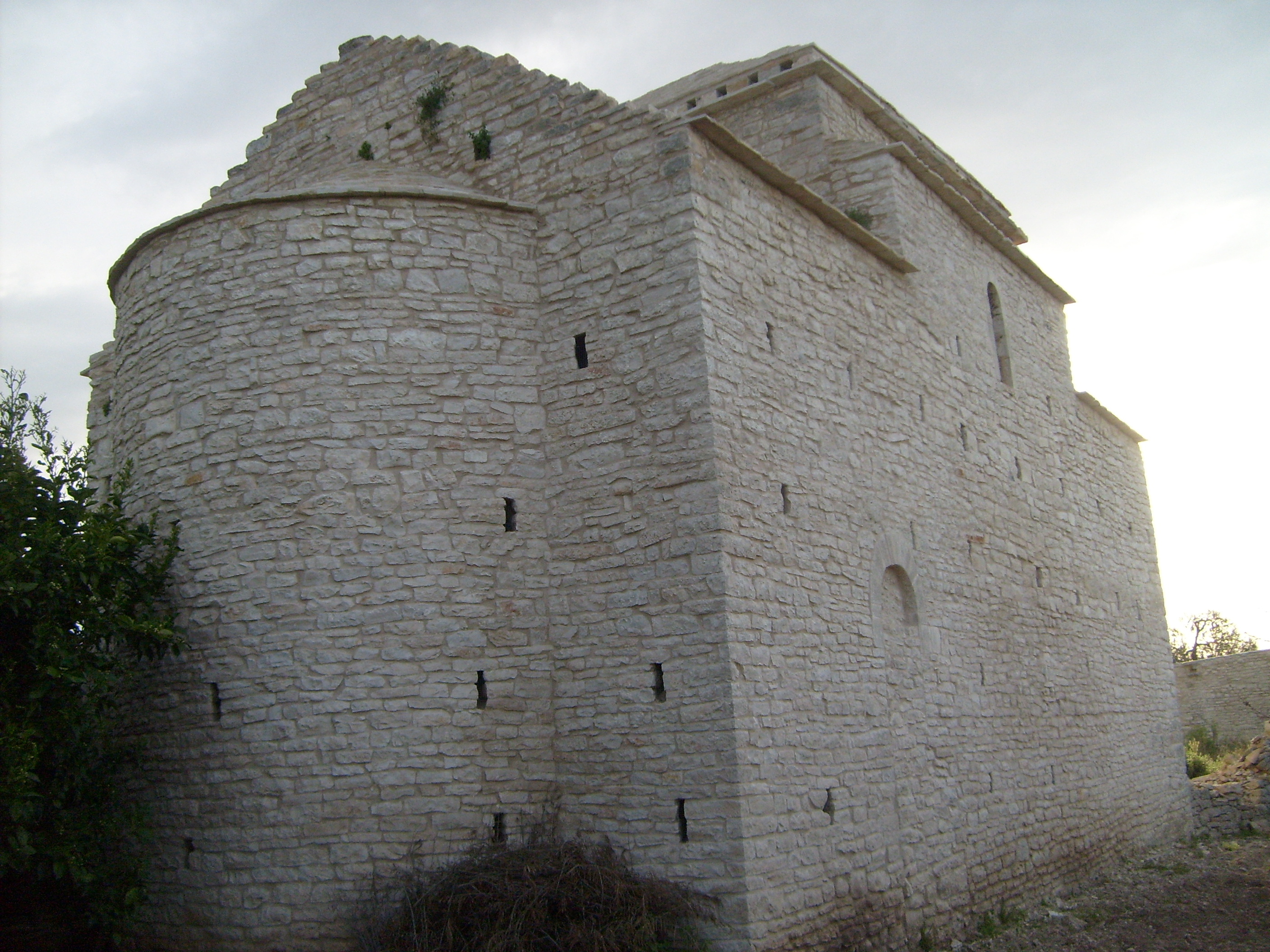
Zona absidale della Chiesa di Ognissanti

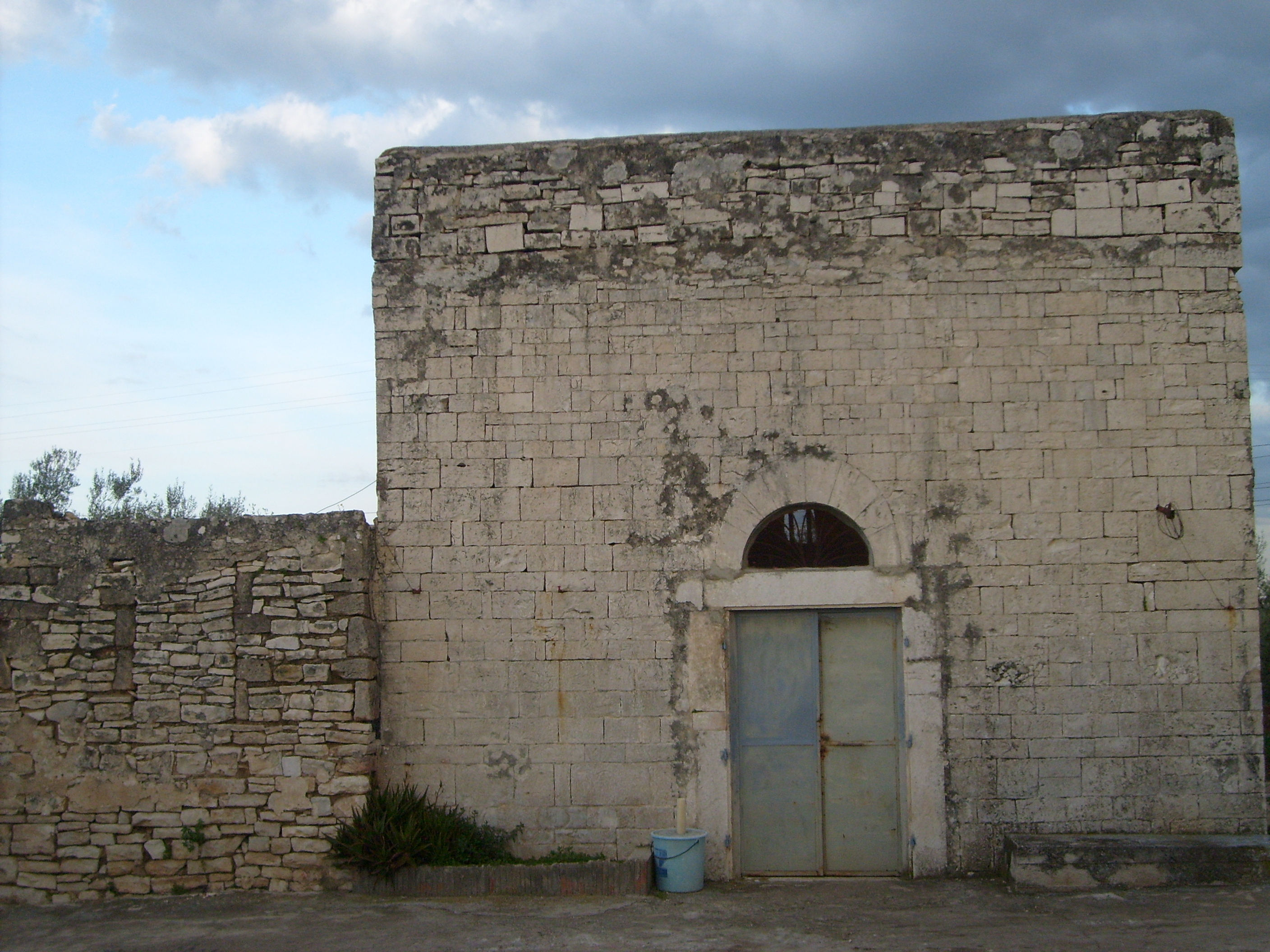
Chiesa di S. Angelo

Il Casale di Pacciano è situato sulla vecchia via per Corato a 4 km circa dal centro abitato ed è uno dei primi casali di cui si ha traccia, citato per la prima volta, come Papianus super Trane, in un diploma di concessione del 789, in cui si fa riferimento ad alcune case rurali appartenenti a dei servi palatini, e ad un certo Guaderisio longobardo, e ad alcune proprietà concesse al monastero beneventino di S. Sofia.Il Casale sorge lungo un asse viario che univa le città di Ruvo e Trani (per cui super Trane). Non si hanno notizie sul periodo preciso in cui il Casale si spopolò o iniziò a spopolarsi, ma lo possiamo dedurre da un diploma di concessione del Vescovo Dumnello del 1074, in cui il Vescovo concede ai neo immigrati casalini la Chiesa di Sant'Adoeno, in cui i casalini di Pacciano trasferirono il culto del loro protettore San Giovanni Evangelista.
All'interno del Casale vi è la Chiesa di Ognissanti risalente all'XI secolo, e alcune fabbriche ad uso abitativo. A circa 100 m si può scorgere la Chiesa di S. Angelo.

## Toponimo
Il nome Pacciano potrebbe indicare l'umana podestà del Casale (Papianus, proprietà di Papius), ma se si prendesse in considerazione l'etimologia greca del nome, papas (sacerdote) ano (al di sopra), esso potrebbe stare a rappresentare un luogo in cui vi era un'autorità religiosa e legislativa. Questa ipotesi sarebbe avvalorata dalla presenza, nel diploma di concessione del Vescovo Dumnello, del nome Priminiano, che in latino significa "stare al di sopra". Quindi un'entità avente forse potere legislativo, giuridico e religioso superiore ai restanti Casali dell'agro.

## Edifici
Del Casale ci rimangono solo due corpi di fabbrica, con torre annessa, più due chiese. Le mura che cingevano il Casale hanno subito modifiche, infatti solo la parte sud, sud-ovest si pensa sia rimasta invariata, mentre per la parte nord, sud-est si è voluto ridurre al minimo lo spazio di terra non coltivabile unendo i due edifici più vicini. In questo caso le mura si dovevano estendere per un'area più estesa e inglobare anche la chiesa di S. Angelo.
La torre, di dimensioni contenute (3,5m x 4,5m alta 6,5m), è addossata alla cinta muraria e ad essa è addossato anche l'adiacente corpo di fabbrica di epoca posteriore. La struttura presenta un unico vano con volta a botte, diviso nella metà da un soppalco in legno e una feritoia che da verso l'esterno, ma la cosa che desta un certo interessante è la caditoia presente nella volta a botte. Un documento fotografico di un secolo fa, rinvenuto presso il Catasto Terreni di Bari, ci mostra la stessa torre più alta e con doppie feritoie sovrapposte. Ciò dimostra, insieme alla caditoia, che la parte superiore della torre sia stata demolita per cause a noi ignote.
Il corpo di fabbrica adiacente alla torre, presenta due vani voltati a botte, soppalcati a diversa altezza e con entrate differenti. Il primo ambiente sembra essere stato adibito a dimora, per via di un camino e una cisterna d'acqua, mentre il secondo sembra fosse adibito a ricovero animali.
Un secondo corpo di fabbrica, a vano unico voltato a botte, sembra che fosse adibito anch'esso a ricovero animali, per via delle mangiatoie.

## Architetture religiose
La fabbrica più interessante dell'intero complesso è la chiesa di Ongissanti, un piccolo tesoro di architettura preromanica. La sua costruzione risale forse agli inizi del 1000 per via della sua somiglianza con altre strutture di epoca non superiore alla seconda metà dell'XI secolo. L'intero edificio è ad unica navata, voltata a botte con cupola sferica in asse, con transetti accennati solo da due nicchie laterali tipico di edifici a croce contratta, e un'abside sporgente semicircolare. Altre quattro nicchie con arco a tutto sesto precedono e seguono la parte centrale, contraddistinte da una volta più bassa rispetto a quest'ultima. Gli interventi di restauro hanno portato alla luce, oltre alla necropoli medioevale adiacente alla chiesa, il suo l'aspetto originario, recuperando il tetto a "chiancarelle sovrapposte" (a piramide a base quadrata sulla cupola, e a cono sull'abside), e i trafori che decorano il tetto a piramide centrale. Le dimensioni complessive, austere e slanciate (la struttura è alta nella parte centrale 9 metri), le conferiscono un aspetto a cattedrale unico, per una chiesa casalina.
Non molto distante dal complesso, a soli 100 metri, sorge la chiesa di Sant'Angelo (forse dedicata a sant'Angelo). Di particolare interesse per quanto riguarda le fattezze. Il periodo di costruzione è incerto, ma può essere collocato tra il 1050-1060, viste le affinità con il Tempietto di Giano. La struttura complessiva è ad aula unica a croce contratta, con pianta leggermente rettangolare ed abside sporgente semicircolare con un motivo a denti di sega. A differenza di Ognissanti, nella costruzione della chiesa non è stata adoperata malta, e si nota un'abile lavorazione della pietra. La cupola molto ribassata, che un tempo doveva essere simile a quelle del Tempietto di Giano ed Ognissanti, sembra essere stata ricostruita dopo un crollo, come suggerisce la muratura superiore molto sconnessa dell'edificio.

## Galleria d'immagini

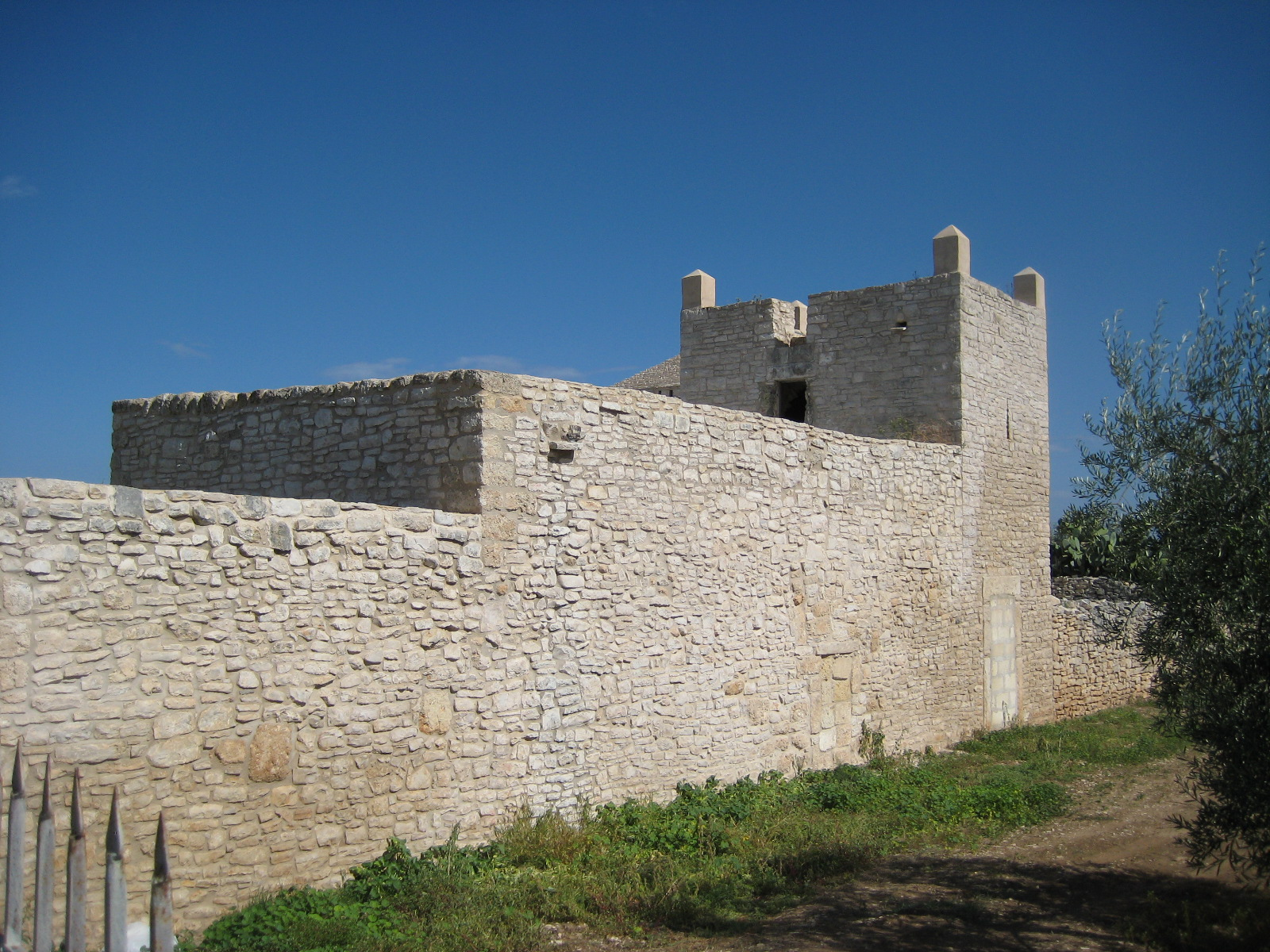
Il Casale di Pacciano (lato sud)
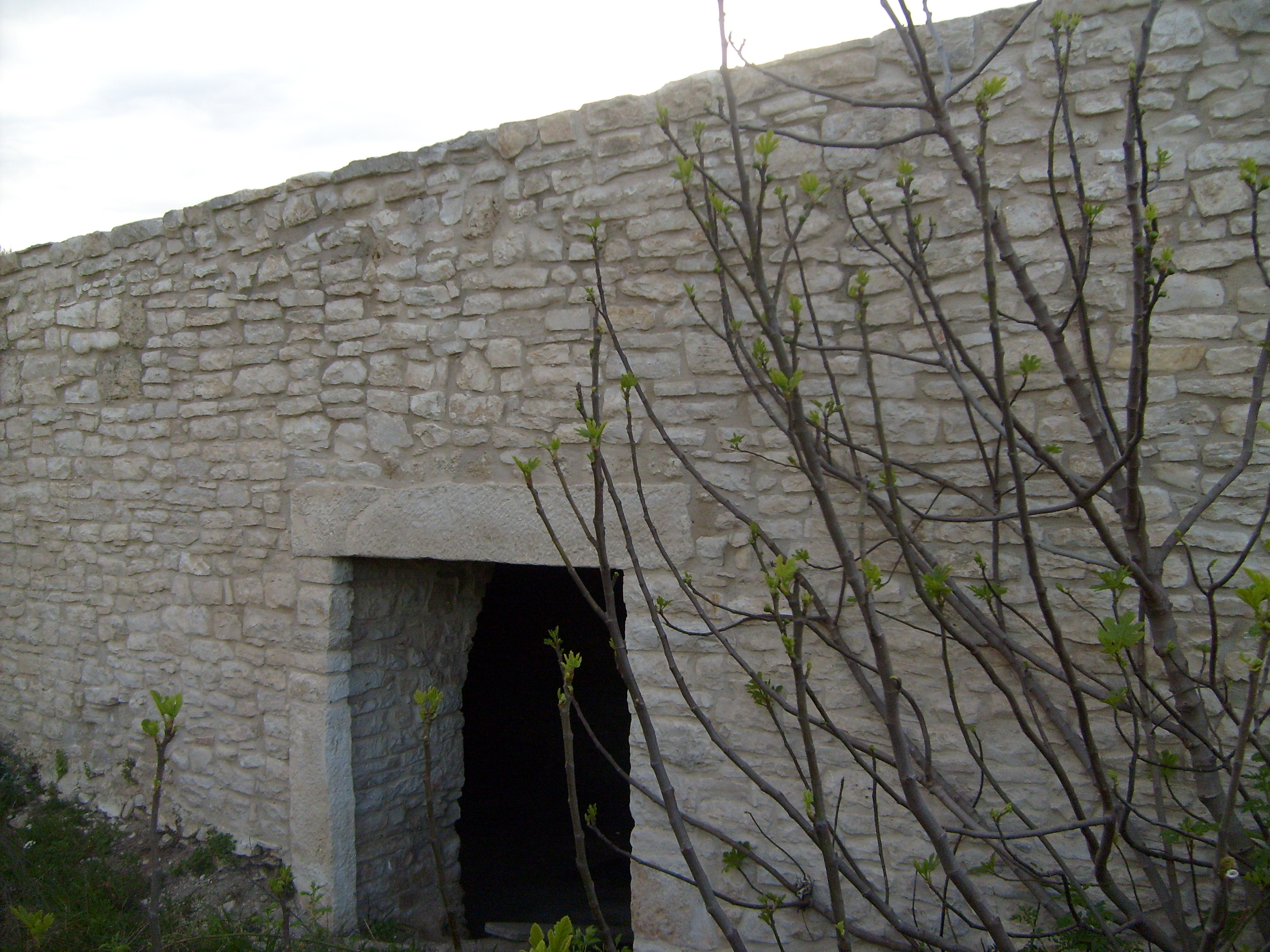
Secondo vano voltato a botte
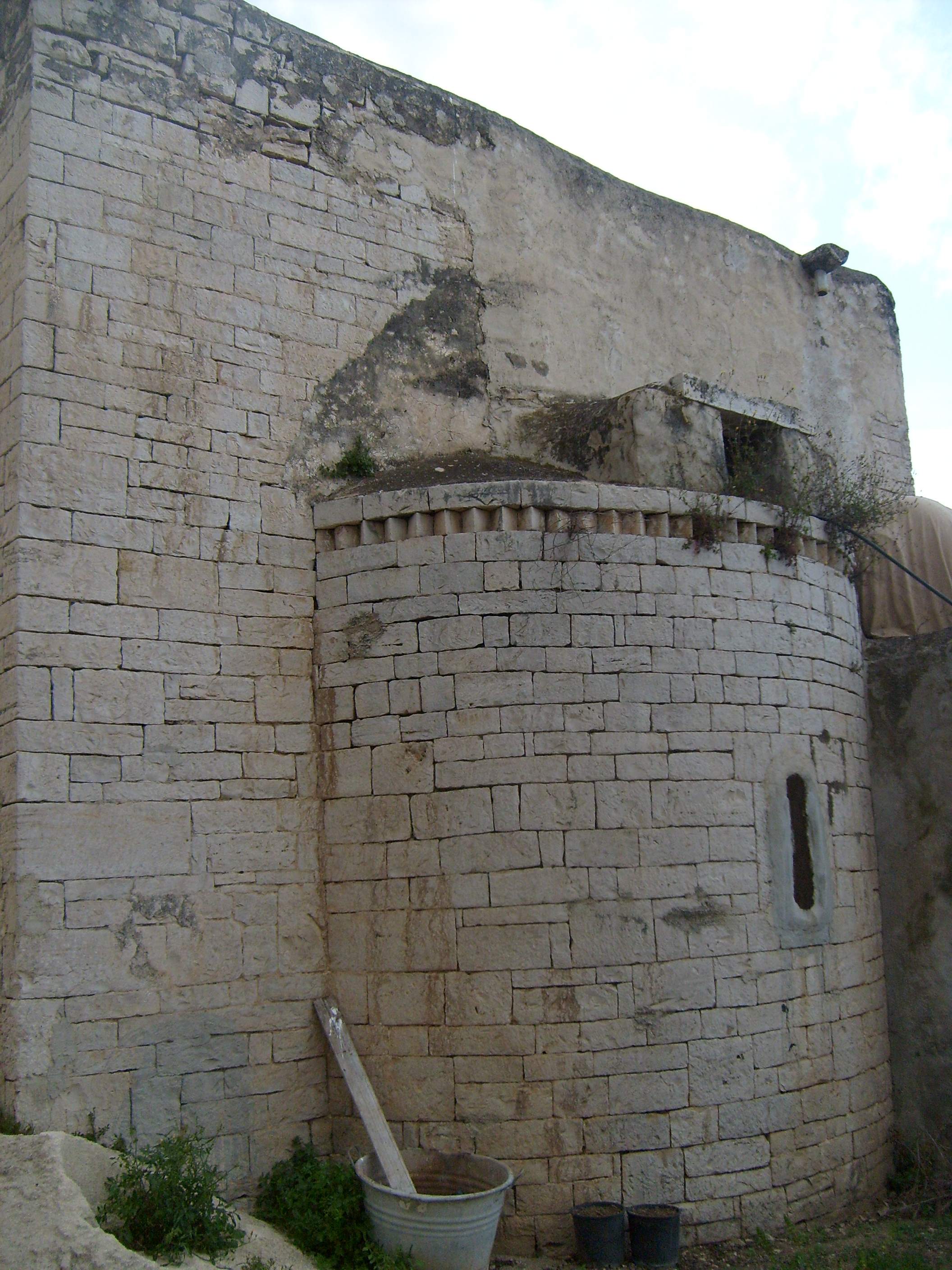
Abside della chiesa di S. Angelo
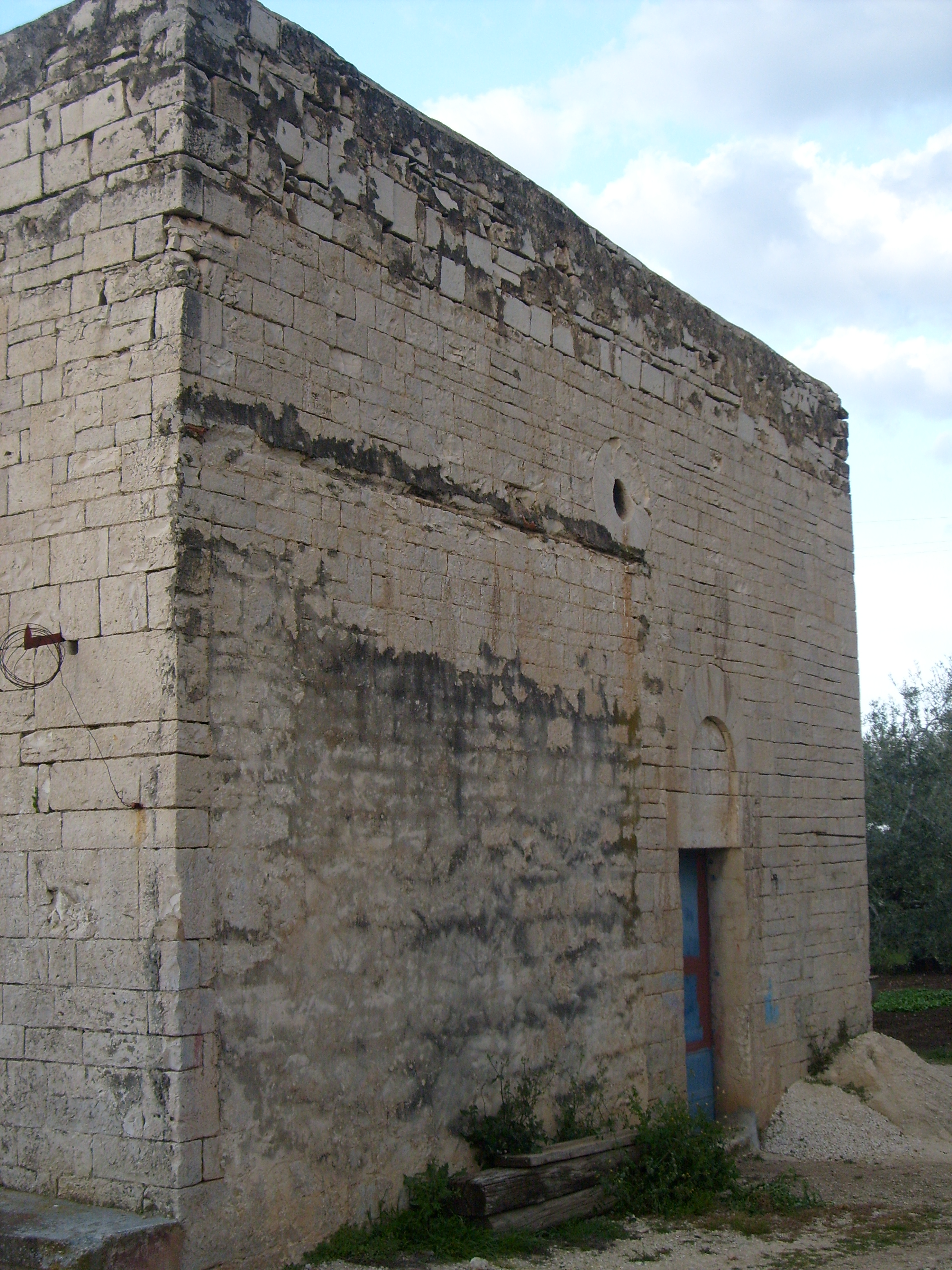
Prospetto sud di S. Angelo
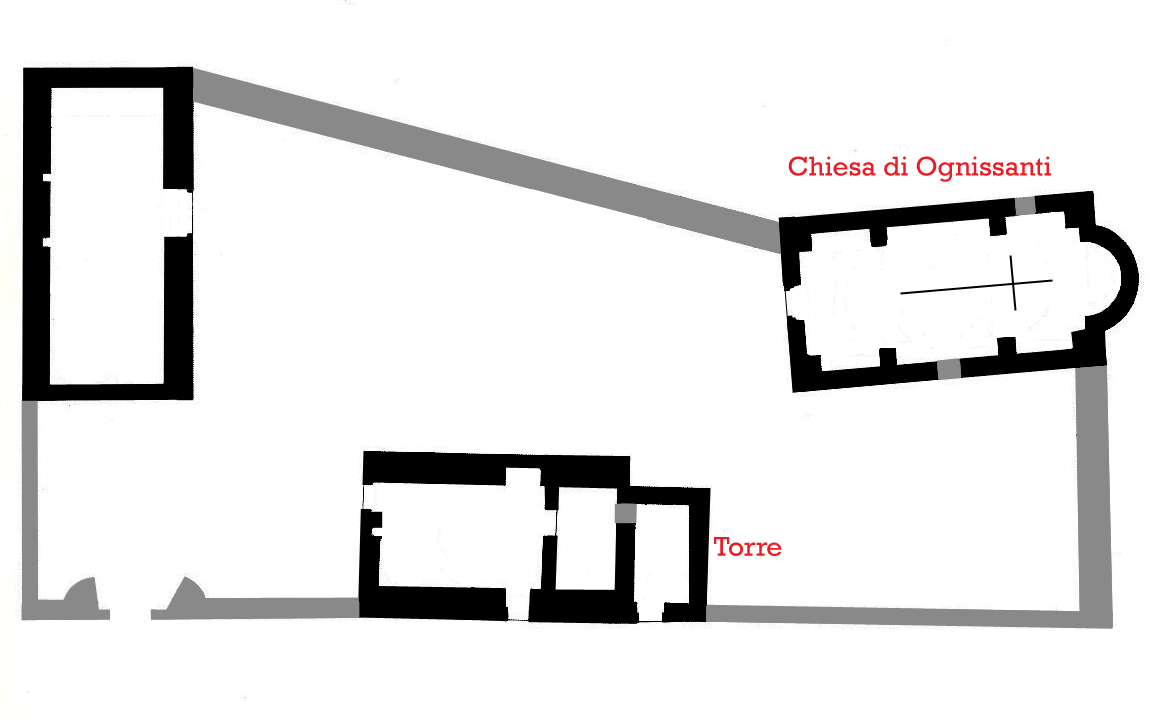
Pianta del casale
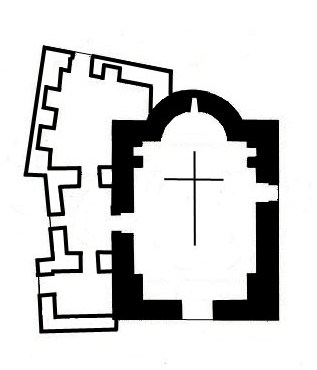
Pianta della chiesa di Sant'Angelo
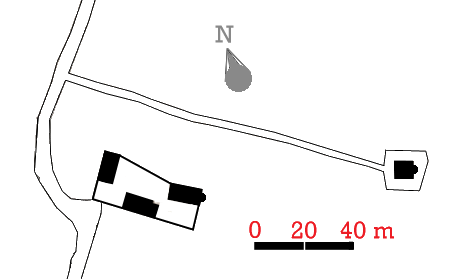
Mappa del territorio del Casale